# Іса ібн Мар'ям
І́са ібн Ма́р'ям (араб. عيسى بن مريم, англ. Eesaa Almasih‎) — в ісламі один з найбільших пророків, надісланий до народу Ізраїлю, останній перед Мухаммедом. Він прийшов, щоб підтвердити істинність Таурата (Тори). Йому було послане нове писання Інджил (Євангеліє).

## Коранічний образ Іси
У Корані Іса називається аль-масих (месія), саліх (праведник), каліма (слово) Аллаха, каул аль-хакк (промова істини) і т. д.

Образ Іси посідає у Корані особливе місце. Він вважається наближеним до Аллаха (3:45/40), що давало привід говорити про його напівангельську природу. Він був вознесений до Аллаха на небо (3:55/48); 4:158/156) і подібний до Адама, бо також був створений Аллахом (3:59/52). Він особливо пов’язаний з Мухаммедом, бо передбачив його прихід (61:6). Як і у Мухаммеда, у нього був помічник, що зазвичай ідентифікується з Джибраїлом (2:87/81; 253/254). Разом з тим у Корані підкреслюється, що Іса — раб Аллаха (43:59), а не його син і не божество (9:30—31; 5:72/76). У Корані заперечується ідея Трійці, під якою хибно розуміються три божества — Аллах, Іса і його мати Мар'ям (4:171/169; 5:73/77, 116).

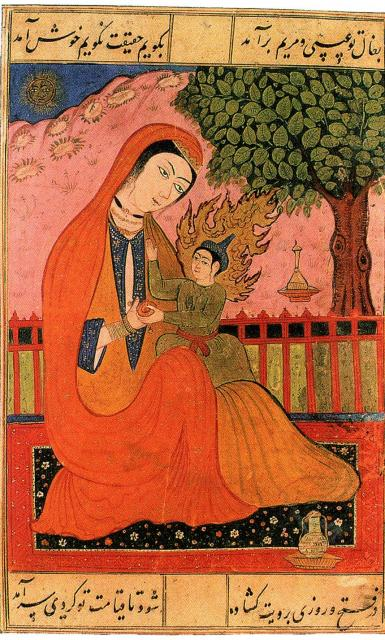
Мар'ям з Ісою (давня перська мініатюра)

Досить докладно у Корані описане чудесне народження Іси. Ангели (чи один ангел у людській подобі) повідомили Мар'ям, що вона за словом Аллаха, лишаючись незайманою, народить сина, що буде посланцем Аллаха, проповідником Писання і чудотворцем. Дитина, що народилася, промовила до Мар'ям, що Аллах полегшить її муки, дарувавши плоди з пальми під якою вона народжувала і змусивши бити під нею джерело. Він же наказав мовчати, коли її почнуть розпитувати. Вона мовчала у відповідь на докори одноплемінників, та замість неї заговорила новонароджена дитина, пояснюючи, що вона — посланець Аллаха (3: 42/37—50/44; 19:16—34/35; 23:50/52 — коранічне відображення історії втечі до Єгипту).

У пророцтві ангела про майбутнє Іси йдеться про те, що доказами його пророчої місії будуть чудеса — він вдихне життя у глиняні фігурки птахів, зцілить сліпого і прокаженого, буде воскрешати мертвих і відкривати приховане (3:48/43). Частина людей увірувала в Ісу, у нього з’явилися помічники-апостоли (хаваріюн) (3:52/45—53/46; 61:14). Коли вони попросили дарувати їм їжу з неба, Аллах послав їм її (5:110—115).

Іса був вознесений до Аллаха на небо, де він буде до настання Суду. У судний день він постане перед Аллахом, разом з іншими пророками, і буде свідчити проти невірних (5:109/108; 4:159/157). Натяком на друге пришестя Іси вважається вказівка в Корані на те, що він буде «ознакою» наближення Суду (43:61).

## Походження коранічного образу Іси
В Корані сказано про Ісу значно більше, ніж про інших пророків. Художня форма оповідей про нього, діалоги Мар'ям і ангелів, Іси та Аллаха, свідчать про широке поширення у Аравії VII ст. псевдохристиянських переказів, пов’язаних з різними середовищами — з ефіопськими і єменськими монофізитами, сирійськими гностиками, з прихильниками дрібних сектантських течій. У Корані відображені деякі апокрифічні Євангелія, наприклад Євангеліє дитинства. Деякі коранічні уявлення здаються викривленням християнських поглядів на історію Ісуса Христа, насправді вони відображають погляди різноманітних християнських сект, юдео-християн, частково гностиків. Численні тексти свідчать про симпатію до християнства на початковій стадії створення Корану. Згідно з правдоподібним переданням, сура «Мар'ям», у якій йдеться про народження Іси, читалась мусульманськими втікачами з Мекки перед ефіопським правителем, як доказ близькості проповіді Мухаммеда до християнства.

## Образ Іси у мусульманському переданні
Мусульманське передання доповнює викладені у Корані християнські легенди, зокрема історію народження Іси. У них переважають есхатологічні мотиви, майже не виражені у Корані. Іса діє поруч з Махді (див. Махді), іноді замінює його. За цими легендами Іса перебуває у раю і спуститься звідти напередодні кінця світу. Спуститься він у Палестину, де уб’є лжемесію Даджала. Потім завдяки його молитві, Аллах знищить племена Яджудж і Маджудж (Гог і Магог), які загрожуватимуть всьому людству. Він встановить на землі царство справедливості. Потім він помре і буде похований у Медині поруч з Мухаммедом, а пізніше воскресне разом з усіма. В Мединській мечеті показують місце, призначене для поховання Іси.